# پیترسون جوزف
پیترسون جوزف (Peterson Joseph) بازیکن فوتبال اهل هائیتی است. او ملی پوش تیم ملی فوتبال هائیتی نیز بوده است.
او سابقاً بازیکن باشگاه اسپورتینگ کانزاس سیتی بوده است.